# Port Joli
Cet article concerne la localité de la Nouvelle-Écosse. Pour la municipalité du Québec, voir Saint-Jean-Port-Joli. Pour les autres significations, voir Port-Joli.
Port Joli est une localité du Canada, plus précisément en Nouvelle-Écosse et située à Queens dans le comté de Queens.

## Toponymie
Les Micmacs nommaient cette baie sous le nom de Emsik ou Emsuk qui signifie « souffle le long du vent ». Le nom du Port Joli a été donné en 1604 par Pierre Dugua de Mons. La baie était connue au XVIe siècle sous les noms de Baya Formosa par les portugais et de Le Beau Baia par les Espagnols. Les Français lui avaient également attribué pendant un moment le nom de Port Noir. Les premiers Britanniques ont utilisé les noms de Black Port et de Stormont River pour désigner la baie.

## Patrimoine bâti
Port Joli n'a qu'un seul bâtiment inscrit comme bien municipal inscrit, soit le centre communautaire de Port Joli.

## Tourisme
Les principaux attraits touristiques de Port Joli sont le parc provincial Thomas Raddall, le refuge d'oiseaux de Port-Joli et l'annexe côtière du parc national de Kejimkujik.